# Пінсько-Волинський добровольчий батальйон
Пінсько-Волинський добровольчий батальйон (біл. Пінска-Валынскі добраахвотны батальён) — батальйон, сформований у Пінську під час звільнення міста німецькими військами в жовтні 1918 р. Організатором його був місцевий уродженець, капітан колишньої імператорської армії А. Бохенський. На той час батальйон входив до складу армії УНР.

## Історія
Після того як у січні 1919 року німці залишили Пінськ, батальйон продовжував залишатися в місті, але під тиском частин Червоної армії та двох Поліських повстанських комуністичних полків був змушений відступити до Антополя. Тут батальйон з'єднався з польськими військами, що наступали на Білорусь, і разом з ними 17 березня повернувся до Пінська. До кінця року батальйон брав участь у боях проти більшовиків та придушення Поліського повстання. Після Поліського повстання загін було розформовано та інтерновано польською армією.
У грудні 1919 р. почався перехід офіцерів батальйону до Криму. Добровольчий батальйон увійшов до складу ВСЮР і в січні 1920 у кількості 120 багнетів прибув до Криму, де у складі 3-го армійського корпусу генерал-майора Я. Слащова відразу ж взяв участь у захисті півострова (бої на початку січня 1920 р. під Новомиколаївкою). 8 — 12 березня під Юшунню).
Наказом Головкому ВСЮР генерала Врангеля за № 3012 від 29 квітня того ж року Пінсько-Волинський батальйон мав бути розформований. А 120 його бійців було передано на укомплектування 13-ї піхотної дивізії 2-го армійського корпусу.

## Однострій
Особовий склад Пінсько-Волинського батальйону носив стару похідну російську форму з кокардою царської Росії на околіші, але з білим польським орлом на кашкеті.

## Галерея

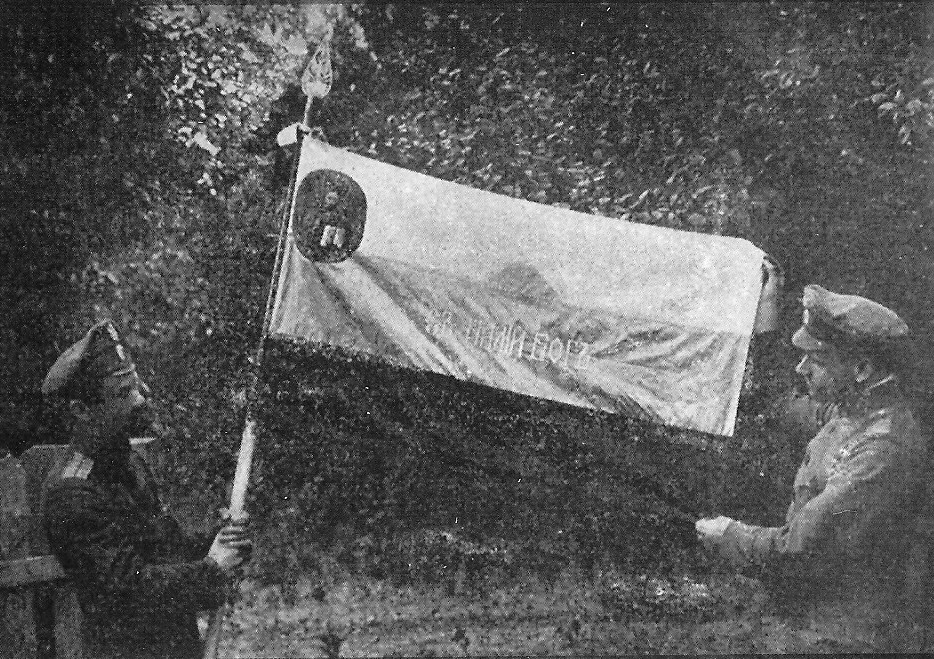
Знамя батальона
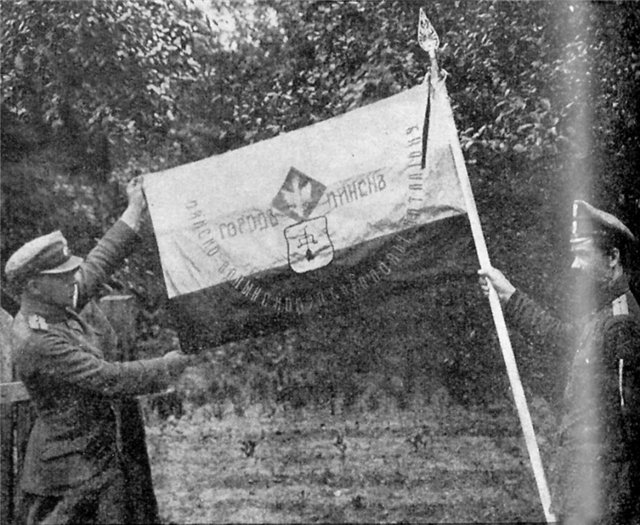
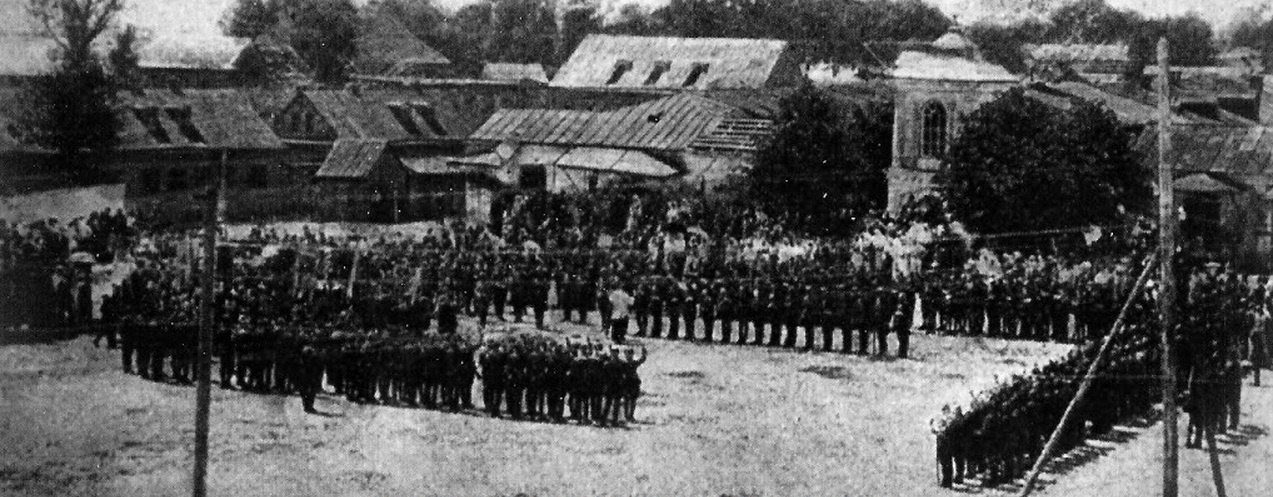